# Zhang Weiying

Zhang Weiying, 2011

Zhang Weiying (chinesisch 张维迎, Pinyin Zhāng Wéiyíng; * 1. Oktober 1959 in der Provinz Shaanxi) ist ein chinesischer Wirtschaftswissenschaftler. Er ist Professor an der Peking-Universität und war Leiter der Guanghua School of Management. Er ist Befürworter der freien Marktwirtschaft in der VR China.

## Werdegang
Zhang absolvierte den Bachelor und Master an der Universität Nordwestchinas. Im Jahr 1990 ging er an die University of Oxford und promoviert in Wirtschaftswissenschaften im Jahr 1994. Ab 1997 war er an der Peking-Universität. Von 2006 bis 2010 war er Leiter Guanghua School of Management. Diesen Posten musste er aufgrund seiner kritischen Ansichten aufgeben.

## Forschung
Zhang hat zu zahlreichen Themen veröffentlicht. Unternehmertum und Führung sind wiederkehrende Themen in Zhangs Arbeit, dabei hält er privates Unternehmertum für unabdingbar für eine Wirtschaft. Zhang war in den späten 1980er bis in die 1990er Jahre stark in die Wirtschaftsreformpolitik Chinas involviert. Ihm wird die Reform des dualen Preissystems im Jahr 1984 zugeschrieben. Dieses Preissystem ermöglichte die Koexistenz eines freien und eines festen Preissystems. Das System diente als Zwischenlösung zu einem freien Preissystem. Kritisiert wurde das duale Preissystem, weil es Korruption auslöst, insbesondere wenn Regierungsbeamte staatlich kontrollierte Waren zu überhöhten Preisen über Hintertüren verkaufen.
Zhang steht dem Keynesianismus kritisch gegenüber, besonders den staatlichen Wirtschaftsimpulsen, eine Methode, die von der chinesischen Regierung unter dem Namen Makrokontrollen gebilligt wird. Zhang spricht sich gegen staatliche Anreize aus, die die Wirtschaft nach der globalen Finanzkrise von 2008 stützen sollten. Zhang hält die Politik, in einigen Großstädten den Erwerb von Wohnraum zu beschränken, um den Immobilienmarkt abzukühlen, für verfehlt. Nach seiner Ansicht ist ein großer Regierungsapparat, dem Wirtschaftswachstum abträglich. Daher schlägt er vor, die Zahl der Regierungsbeamten zu reduzieren, um das Wirtschaftswachstum zu fördern. Seine Ansichten zu freien Märkten haben dazu geführt, dass er als neuer Rechter und blinder Anhänger des Neoliberalismus bezeichnet wird.
Am 14. Oktober 2018 hielt er einen Vortrag an der Peking-Universität über Die Mär vom China-Modell. Der Vortrag wurde auf die Webseite der Universität gestellt und bald darauf gelöscht. Zhang sagt, Chinas rasantes Wachstum in den vergangenen Jahrzehnten sei nicht auf das China-Modell zurückzuführen, sondern auf ein universelles Modell, das auf Markteinführung, Unternehmertum und drei Jahrzehnten Technologietransfer aus dem Westen beruht. In diesem Vortrag bezweifelt er, dass es überhaupt ein China-Modell gibt. Vielmehr würde diese Annahme nach seiner Ansicht zu Feindseligkeiten zwischen der VR China und westlichen Nationen führen.

## Werke
- Zhang, Weiying, The Logic of the Market. An Insider's View of Chinese Economic Reform, Cato Institute, Washington, D. C. , 2015, ISBN 978-1-939709-60-8